# Ricardo González (golfista)
Ricardo González (nascido em 24 de outubro de 1969) é um jogador argentino de golfe profissional. Disputa o European Tour, onde conquistou quatro títulos do circuito.

## Vitórias profissionais (22)

### Vitórias do European Tour (4)
| N.º | Data                  | Torneio                   | Placar                | Margem    | Vice-campeão(ões)                                           |
| --- | --------------------- | ------------------------- | --------------------- | --------- | ----------------------------------------------------------- |
| 1   | 9 de setembro de 2001 | Omega European Masters    | −16 (65-67-68-68=268) | 3 tacadas | Søren Hansen                                                |
| 2   | 26 de outubro de 2003 | Telefonica Open de Madrid | −14 (69-70-66-65=270) | 1 tacada  | Paul Casey, Pádraig Harrington, Nick O'Hern, Mårten Olander |
| 3   | 18 de abril de 2004   | Open de Sevilla           | −14 (70-66-69-69=274) | 2 tacadas | Stephen Gallacher, Jonathan Lomas                           |
| 4   | 26 de julho de 2009   | SAS Masters               | −10 (68-68-77-69=282) | 2 tacadas | Jamie Donaldson                                             |